# Закон України «Про виконавче провадження» (2016)
Закон України «Про виконавче провадження» — закон, який визначає порядок і умови примусового виконання рішень судів та інших органів (посадових осіб), що підлягають примусовому виконанню у разі невиконання їх у добровільному порядку.
Закон розроблений Радою з питань судової реформи у парі з Законом «Про органи та осіб, які здійснюють примусове виконання судових рішень і рішень інших органів». Вони передбачають кардинальне реформування системи примусового виконання судових рішень і рішень інших органів, що є частиною Стратегії реформування судоустрою, судочинства та суміжних правових інститутів.
Закон замінив попередній, що діяв з 1999 року.

## Структура
Закон складається з 78 статей у 12 розділах, а також розділу XIII «Прикінцеві та перехідні положення»:
 Розділ I. Загальні положення
 Розділ II. Строки у виконавчому провадженні
 Розділ III. Учасники виконавчого провадження
 Розділ IV. Загальні умови та порядок здійснення виконавчого провадження
 Розділ V. Фінансування виконавчого провадження
 Розділ VI. Розподіл стягнутих з боржника грошових сум
 Розділ VII. Порядок звернення стягнення на майно боржника
 Розділ VIII. Виконання рішень немайнового характеру
 Розділ IX. Звернення стягнення на заробітну плату, пенсію, стипендію та інші доходи боржника
 Розділ X. Оскарження рішень, дій або бездіяльності виконавців та посадових осіб органів державної виконавчої служби
 Розділ XI. Відповідальність у виконавчому провадженні
 Розділ XII. Виконання рішень стосовно іноземців, осіб без громадянства та іноземних юридичних осіб. Виконання рішень іноземних судів
 Розділ XIII. Прикінцеві та перехідні положення.

## Новації
Для забезпечення ефективності виконавчого провадження, своєчасного та повного виконання рішень законом, зокрема:
- розширено перелік рішень, що підлягають примусовому виконанню;
- передбачено формування відкритого Єдиного реєстру боржників;
- запроваджено автоматизацію процедур виконання рішень шляхом електронної реєстрації документів, повного фіксування процесуальних рішень та виконавчих дій в автоматизованій системі;
- оптимізовано строки проведення виконавчих дій;
- передбачено посилення відповідальності боржника у виконавчому провадженні, істотне підвищення розмірів штрафів, що накладаються виконавцем;
- модернізовано механізм адміністрування авансового внеску та виконавчого збору;
- запроваджено можливість реалізації арештованого майна шляхом його продажу на електронних торгах тощо[3].

Законом від 3 жовтня 2017 року № 2147-VIII до Закону були внесені суттєві зміни, пов'язані з реформою процесуального права. Зокрема, щодо Єдиного державного реєстру виконавчих документів та Єдиної судової інформаційно-телекомунікаційної системи.